# Keep the Village Alive
| Оценки критиков | Оценки критиков |
| Источник        | Оценка          |
| --------------- | --------------- |
| Allmusic        | [ 3 ]           |
| Popmatters      | [ 4 ]           |

Keep the Village Alive — девятый студийный альбом уэльской рок-группы Stereophonics, вышедший 11 сентября 2015 года на их собственном лейбле Stylus Records. Продюсерами были гитарист и вокалист группы Келли Джонс и Джим Лоу. Диск стал № 1 в Великобритании (в 6-й раз в карьере группы).

## Об альбоме
Первый лид-сингл с альбома, «C’est la Vie», был впервые представлен в шоу The Chris Evans Breakfast Show и вышел на следующий день. Музыкальное видео вышло на канале Stereophonics' Vevo, режиссёром стал Келли Джонс, с участием оператора Джона Конроя и таких звёзд как актриса Антония Томас, актёр Анейрин Барнард и Мэттью Обри. Второй сингл, «I Wanna Get Lost With You», вышел 21 июля 2015 — видеоклип вышел за день до этого, режиссёром был Джонс с участием актёров Анейрина Барнарда и Софи Кеннеди Кларк.

## Список композиций
Слова и музыка всех песен — Келли Джонса.
| №                   | Название                    | Длительность |
| ------------------- | --------------------------- | ------------ |
| 1.                  | «C’est la Vie»              | 3:41         |
| 2.                  | «White Lies»                | 3:57         |
| 3.                  | «Sing Little Sister»        | 3:27         |
| 4.                  | «I Wanna Get Lost With You» | 3:50         |
| 5.                  | «Song for the Summer»       | 2:56         |
| 6.                  | «Fight or Flight»           | 3:42         |
| 7.                  | «My Hero»                   | 3:48         |
| 8.                  | «Sunny»                     | 4:20         |
| 9.                  | «Into the World»            | 4:04         |
| 10.                 | «Mr and Mrs Smith»          | 6:50         |
| Общая длительность: | Общая длительность:         | 40:35        |

| №                   | Название                                    | Длительность |
| ------------------- | ------------------------------------------- | ------------ |
| 1.                  | «Ancient Rome»                              | 4:41         |
| 2.                  | «Let Me In»                                 | 4:28         |
| 3.                  | «Blame (You Never Give Me Your Money)»      | 4:43         |
| 4.                  | «You Are My Energy»                         | 3:58         |
| 5.                  | «You're My Star» (acoustic 2015)            | 5:24         |
| 6.                  | «I Wanna Get Lost With You» (acoustic 2015) | 4:15         |
| Общая длительность: | Общая длительность:                         | 27:29        |

Примечание
- Песня «You’re My Star» была впервые издана в 2008 году на диске Decade in the Sun: Best of Stereophonics.

## Персонал
Stereophonics
- Келли Джонс — вокал, гитара
- Ричард Джонс[англ.] — бас-гитара
- Адам Зиндани[англ.] — гитара, бэк-вокал
- Джейми Моррисон[англ.] — ударные

## Позиции в чартах

### Альбом
| Чарт (2015)                      | Высшая позиция |
| -------------------------------- | -------------- |
| Australian Albums (ARIA)         | 39             |
| Бельгия/Фландрия (Ultratop)      | 50             |
| Бельгия/Валлония (Ultratop)      | 96             |
| Нидерланды (Album Top 100)       | 22             |
| Ирландия (IRMA)                  | 14             |
| Италия (Classifica album)        | 51             |
| Великобритания (UK Albums Chart) | 1              |